# Antropowo (osiedle)
Antropowo (ros. Антропово) – osiedle w Rosji, w obwodzie kostromskim, ośrodek administracyjny rejonu antropowskiego. W 2010 liczyło 3598 mieszkańców.